# هموباکس دی۱۳
هموباکس دی۱۳ یک پروتئین در انسان است که ژن هموباکس دی۱۳ آن را کد می‌کند. این ژن عضوی از خانواده بزرگ هومئوباکس می‌باشد. ژن‌های این خانواده به شدت حفاظت شده بوده و فاکتورهای رونویسی را کد می‌کنند و نقش پراهمیتی در مورفوژنز موجودات پرسلولی دارند.
پستانداران دارای چهار خوشه ژن هوموباکس مشابه به نام‌های HOXA, HOXB, HOXC و HOXD هستند که بر روی کروموزوم‌های مختلف قرار دارند و شامل ۹ تا ۱۱ ژن هستند که در پشت سر هم قرار گرفته‌اند. هموباکس دی۱۳ اولین ژن از چندین ژن HOXD است که در یک خوشه در کروموزوم ۲ قرار دارد. حذف‌هایی که کل خوشه ژنی هوموباکس یا انتهای ۵' این خوشه را حذف می‌کند، با ناهنجاری‌های شدید اندام و دستگاه تناسلی همراه است. محصول ژن هموباکس دی۱۳ موش در رشد اسکلت محوری و ریخت زایی اندام جلویی نقش دارد.
تغییرات در بیان ژن هموباکس دی۱۳ در ماهی‌های لوب باله اولیه نیز ممکن است در تکامل اندام چهارپایان نقش داشته باشد. آزمایش‌هایی که تأثیر بیان بیش از حد 5' Hoxd را در جنین‌های گورخرماهی بررسی می‌کنند، رشد اصلاح شده ساختارهای باله‌های انتهایی را مشاهده کردند که منجر به افزایش تکثیر، انبساط دیستالی بافت غضروفی و کاهش چین‌های باله شد. تعدادی از مطالعات مشابه انجام شده با طیف وسیعی از حیوانات، از جمله گربه سانان و کیسه داران، اعتبار بیشتری به نقش ژن هموباکس دی۱۳ در انتقال باله به اندام می‌دهد.